# Grand Prix automobile de Pescara 1933
Le Grand Prix automobile de Pescara 1933 (IX° Coppa Acerbo) est un Grand Prix qui s'est tenu sur le circuit de Pescara le 15 août 1933.

## Grille de départ
| 1re ligne | Pos. 3                 | Pos. 2                | Pos. 1               |
| --------- | ---------------------- | --------------------- | -------------------- |
|           | Curzon Bugatti         | Pellegrini Alfa Romeo | Campari Alfa Romeo   |
| 2e ligne  | Pos. 6                 | Pos. 5                | Pos. 4               |
|           | Taruffi Maserati       | Varzi Bugatti         | Dreyfus Bugatti      |
| 3e ligne  | Pos. 9                 | Pos. 8                | Pos. 7               |
|           | « Hellé Nice » Bugatti | Zehender Maserati     | Brunet Bugatti       |
| 4e ligne  | Pos. 12                | Pos. 11               | Pos. 10              |
|           | Straight Maserati      | Nuvolari Maserati     | Ghersi Alfa Romeo    |
| 5e ligne  | Pos. 15                | Pos. 14               | Pos. 13              |
|           | Siena Alfa Romeo       | Fagioli Alfa Romeo    | Grosch Alfa Romeo    |
| 6e ligne  | Pos. 18                | Pos. 17               | Pos. 16              |
|           |                        |                       | Borzacchini Maserati |

## Classement de la course

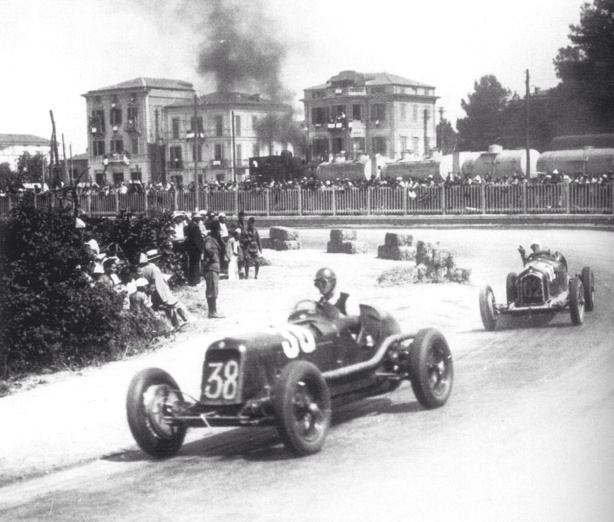
Piero Taruffi #38 in Maserati e Luigi Fagioli #62 in Alfa Romeo

| Pos. | no | Pilote                       | Écurie                       | Châssis            | Tours | Temps/Abandon                | Grille |
| ---- | -- | ---------------------------- | ---------------------------- | ------------------ | ----- | ---------------------------- | ------ |
| 1    | 62 | Luigi Fagioli                | Scuderia Ferrari             | Alfa Romeo P3      | 12    | 2 h 9 min 9 s 6 (142,1 km/h) | 14     |
| 2    | 52 | Tazio Nuvolari               | Privé                        | Maserati 8CM       | 12    | + 2 min 26 s 0               | 11     |
| 3    | 38 | Piero Taruffi                | Privé                        | Maserati 8CM       | 12    | + 2 min 29 s 2               | 6      |
| 4    | 34 | Achille Varzi                | Privé                        | Bugatti Type 51    | 12    | + 4 min 25 s 0               | 5      |
| 5    | 28 | Francis Curzon               | Privé                        | Bugatti Type 51    | 12    | + 14 min 18 s 4              | 3      |
| 6    | 26 | Lelio Pellegrini Quarantotti | Privé                        | Alfa Romeo Monza   | 11    | + 1 tour                     | 2      |
| 7    | 58 | Walter Grosch                | Privé                        | Alfa Romeo Monza   | 10    | + 2 tours                    | 13     |
| Abd. | 30 | René Dreyfus                 | Automobiles Ettore Bugatti   | Bugatti Type 51    | 10    | Blessure                     | 4      |
| 8    | 48 | « Hellé Nice »               | Privée                       | Bugatti Type 35C   | 9     | + 3 tours                    | 9      |
| Abd. | 46 | Goffredo Zehender            | Privé                        | Maserati 8CM       | 9     | Accident                     | 8      |
| Abd. | 24 | Giuseppe Campari             | Scuderia Ferrari             | Alfa Romeo P3      | 8     | Accident                     | 1      |
| Abd. | 60 | Whitney Straight             | Privé                        | Maserati Tipo 26 M | 8     | Mécanique                    | 12     |
| Abd. | 50 | Pietro Ghersi                | Scuderia Capredoni           | Alfa Romeo Monza   | 5     | Mécanique                    | 10     |
| Abd. | 42 | Robert Brunet                | Privé                        | Bugatti Type 51    | 4     | Mécanique                    | 7      |
| Abd. | 66 | Baconin Borzacchini          | Privé                        | Maserati 8C 3000   | 0     | Arbre de transmission        | 16     |
| Abd. | 64 | Eugenio Siena                | Privé                        | Alfa Romeo Monza   | 0     | Mécanique                    | 15     |
| Np.  | 26 | Silvio Rondina               | Lelio Pellegrini Quarantotti | OM 665 S           |       | Non partant                  |        |
| Np.  | 32 | Hans Rüesch                  | Privé                        | Alfa Romeo Monza   |       | Non partant                  |        |
| Np.  | 36 | Carlo Felice Trossi          | Scuderia Ferrari             | Alfa Romeo Monza   |       | Non partant                  |        |
| Np.  | 40 | Guglielmo Carraroli (de)     | Scuderia Ferrari             | Alfa Romeo Monza   |       | Non partant                  |        |
| Np.  | 44 | Inconnu                      | Privé                        | Bugatti Type 51    |       | Non partant                  |        |
| Np.  | 54 | Mario Tadini                 | Scuderia Ferrari             | Alfa Romeo Monza   |       | Non partant                  |        |
| Np.  | 56 | Bernard Rubin                | Privé                        | Maserati 8C 3000   |       | Non partant                  |        |
| Np.  | 68 | Antonio Brivio               | Scuderia Ferrari             | Alfa Romeo Monza   |       | Non partant                  |        |
| Np.  | 70 | Letterio Cucinotta           | Privé                        | Talbot 700         |       | Non partant                  |        |
| Np.  |    | Louis Chiron                 | Scuderia Ferrari             | Alfa Romeo P3      |       | Non partant                  |        |
| Np.  |    | Gianfranco Comotti           | Scuderia Ferrari             | Alfa Romeo Monza   |       | Non partant                  |        |

- Légende: Abd.=Abandon ; Np.=Non partant

## Pole position et record du tour
- Pole position :  Giuseppe Campari (Alfa Romeo) par tirage au sort.
- Meilleur tour en course :  Tazio Nuvolari (Maserati) en 10 min 41 s 8 (145,3 km/h) au septième tour.